# Taraxacum glaberrimum
Taraxacum glaberrimum là một loài thực vật có hoa trong họ Cúc. Loài này được R.Doll miêu tả khoa học đầu tiên năm 1983.